# Raphidia taurica
Raphidia taurica är en halssländeart som beskrevs av Hagen 1867. Raphidia taurica ingår i släktet Raphidia och familjen ormhalssländor. Inga underarter finns listade i Catalogue of Life.